# 新井埼 (敷設艇)
| 新井埼   |                                                                                 |
| 艦歴     |                                                                                 |
| 計画     | ④計画                                                                           |
| 起工     | 1941年7月12日                                                                   |
| 進水     | 1942年3月2日                                                                    |
| 就役     | 1942年8月31日竣工                                                               |
| その後   | 1945年10月4日触雷大破                                                           |
| 除籍     | 1945年10月5日                                                                   |
| 性能諸元 |                                                                                 |
| 排水量   | 基準：720トン、公試：750トン                                                    |
| 全長     | 74.70m                                                                          |
| 全幅     | 7.85m                                                                           |
| 吃水     | 2.60m                                                                           |
| 機関     | マン式三号ディーゼル2基2軸 3,600馬力                                            |
| 速力     | 20.0kt                                                                          |
| 航続距離 | 14ktで2,000浬                                                                   |
| 燃料     | 重油：35トン                                                                    |
| 乗員     | 67名                                                                            |
| 兵装     | 8cm高角砲1基 13mm連装機銃1基2挺 爆雷36個、捕獲網8組 （もしくは九三式機雷120個） |

新井埼（にいざき）は、日本海軍の敷設艇。平島型敷設艇の6番艇。

## 艦歴
1942年（昭和17年）8月31日三井玉野造船所にて竣工。
舞鶴鎮守府籍、舞鶴防備隊付属となる。その後は舞鶴、大阪や佐世保の各防備隊に所属し哨戒等に従事。
1944年（昭和19年）4月10日第4海上護衛隊に編入、10月15日第1海上護衛隊に編入、沖縄や香港方面で船団護衛に従事。1945年（昭和20年）4月1日佐世保鎮守府部隊へ編入、6月21日大湊警備府部隊に編入し大湊で終戦。
10月4日室蘭沖で触雷大破し翌日除籍される。